# Síndrome de Dressler
Síndrome de Dressler ou Síndrome pós-injúria cardíaca é um conjunto de sinais e sintomas causados pela inflamação do pericárdio (pericardite) por uma resposta imune algumas semanas depois de uma importante lesão do músculo cardíaco como um infarto agudo do miocárdio ou uma cirurgia cardíaca. Antigamente ocorria em 3 a 5% dos infartos, mas atualmente, com os avanços nos procedimentos de reperfusão, ocorre em menos de 0,5% dos infartos e 30% após cirurgia cardíaca.

## Sinais e sintomas
Duas a cinco semanas após a lesão cardíaca a síndrome se caracteriza-se por: 
- Dor torácica pleurítica (dor no peito que piora com a respiração);
- Febre baixa;
- Atrito pericárdico (um tipo de ruído na ausculta cardíaca);
- Derrame pleural (líquido na pleura dos pulmões) e dispneia (falta de ar).

## Diagnóstico
O exame clínico (história e exame clínico),  eletrocardiograma, ecocardiograma e, se necessário, radiografia de tórax, são úteis para o diagnóstico da síndrome de Dressler. O raio X indica alargamento da silhueta do pericárdio característico das pericardites e edema pulmonar. O ecocardiograma também permite ver o acúmulo de líquidos no pericárdio e pulmão direito. O exame de sangue indicará aumento da atividade inflamatória como leucocitose e eosinofilia.
Ao diagnóstico deve ser diferenciado de um tromboembolismo pulmonar, uma pneumonia ou um episódio de angina instável.

## Prevenção

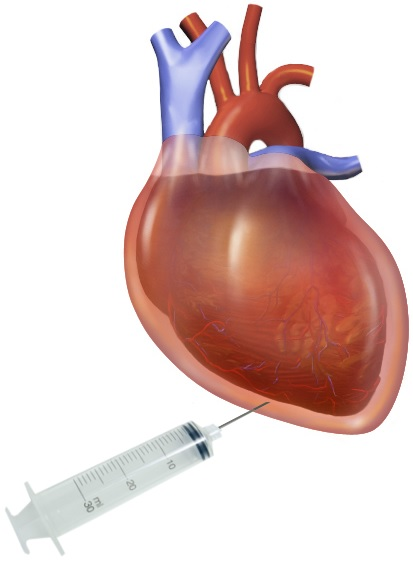
Pericardiocentese: procedimento para drenar o excesso de líquido do pericárdio.

Anti-inflamatórios como a aspirina após infartos têm ajudado a reduzir a incidência desta síndrome. Por outro lado, o uso profilático de esteroides antes da cirurgia cardíaca não reduz o risco de pericardite. 

## Tratamento
O tratamento mais comum são altas doses de aspirina. Outros antiinflamatórios e corticoides poderão ser necessários para o adequado controle dos sintomas severos e recorrentes. Colchicina também pode ser usada. O tratamento cirúrgico pode ser necessário quando for detectado um tamponamento cardíaco, que comprometa a dinâmica (funcionamento) cardiopulmonar. O procedimento (pericardiocentese) é feito com uma agulha ou pequeno tubo (cateter) para remover o excesso de líquido do pericárdio.

## Prognóstico
É uma doença que costuma ser autolimitada, com baixas taxas de complicações graves (derrames pericárdicos volumosos são raros, mas quando presentes necessitam intervenção cirúrgica precoce).